# Esperanto-Literatur

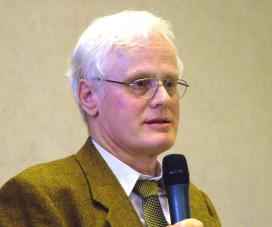
Ulrich Lins

Die esperantosprachige Literatur umfasst sowohl original auf Esperanto verfasste Werke als auch auf Esperanto übersetzte Werke.
Die ersten längeren Texte im Esperanto waren Übersetzungen von Werken der Weltliteratur, mit denen die frühen Literaten (neben Zamenhof u. a. Grabowski und Kabe) die Eignung der jungen Sprache erproben wollten. Bereits in seiner ersten Broschüre von 1887 veröffentlichte Zamenhof neben dem Vaterunser, dem Beginn des 1. Buches Mose (Genesis) und zwei Gedichten von Heinrich Heine auch zwei aus eigener Feder. Nach mehreren Novellen und Theaterstücken vor allem von bekannten deutschen und russischen Autoren erschien 1894 eine Übersetzung des Hamlet von William Shakespeare. Ein weiterer Meilenstein war eine vollständige Bibelübersetzung, die 1926 erschien.
Der erste original auf Esperanto verfasste Roman Kastelo de Prelongo von Henri Vallienne erschien 1907, wird aber gemeinhin als literarisch nicht sehr wertvoll angesehen. In den 1920er Jahren kam es zur Blüte der Originalliteratur, unter anderem mit den Ungarn Kálmán Kalocsay und Julio Baghy. Nach dem Zweiten Weltkrieg gab es die so genannte Schottische Schule, unter anderem mit William Auld. Ebenfalls nach dem Zweiten Weltkrieg wurde Sándor Szathmári durch einen satirischen Roman in der Esperantowelt berühmt. Der bekannteste Esperanto-Übersetzer und -Autor Chinas schreibt unter dem Pseudonym Laŭlum. Autoren der heutigen Esperanto-Literaturszene sind beispielsweise der Satiriker Jorge Camacho aus Spanien, die Kroatin Spomenka Štimec und der Schwede Sten Johansson. Als die Grande Dame der Esperanto-Literatur gilt die Engländerin Marjorie Boulton.
Im Jahre 1993 wurde das Esperanto-PEN-Zentrum als Sektion in den Internationalen P.E.N. aufgenommen. Daneben existiert der acht Jahre ältere Esperantosprachige Autorenverband (EVA). Insgesamt erschienen bisher ungefähr vierzigtausend Buchtitel auf Esperanto.
In der Sparte der Sachbücher ist vor allem das Thema Sprachwissenschaft entwickelt. Exemplarisch genannt seien hier der britische Phonetikprofessor und ehemaliger Vorsitzender des Esperanto-Weltbundes, John C. Wells (u. a. Lingvistikaj aspektoj de Esperanto) und der Schweizer Dolmetscher und Psychologe Claude Piron (La bona lingvo). Auch der französische Linguist und Religionshistoriker Gaston Waringhien ist mit zahlreichen Aufsätzen und Essays zu den Themen Sprache und Literatur hervorgetreten. Bezüglich der Esperanto-Geschichte gehören der Schweizer Edmond Privat, der Deutsche Ulrich Lins und der Japaner Ito Kanzi zu den wichtigsten Autoren.
Teil der Esperanto-Literatur sind auch die Zeitschriften der Sprachgemeinschaft. Eine besondere Stellung hat die monatlich erscheinende Esperanto, nicht nur als Organ des Welt-Esperantobundes Universala Esperanto-Asocio (seit 1920), sondern auch wegen ihres Alters: sie erscheint seit 1905, lediglich während der beiden Weltkriege gab es kurzfristige Unterbrechungen. Der der UEA angegliederte Jugendverband TEJO gibt ferner für Jugendliche die Zeitschrift Kontakto heraus. Eigene Zeitschriften haben auch die meisten Landesverbände und auch viele Fachverbände. Die Zeitschrift des Deutschen Esperanto-Bundes heißt Esperanto aktuell.
Unabhängig sind Heroldo de Esperanto, 1920 von dem Rheinländer Theo Jung gegründet, und das Internet-Magazin Libera Folio (seit 2003) sowie die in Antwerpen erscheinende Monato. Die wichtigste Literaturzeitschrift in Esperanto ist die seit 2007 viertelmonatlich in Buchform erscheinende Beletra Almanako (Verlag Mondial, New York). Sie stellt original in Esperanto verfasste Werke, in Esperanto übersetzte Literatur sowie Essays und Rezensionen vor.
Im Internet erscheint eine Esperanto-Ausgabe von Le Monde diplomatique, einer französischen Monatszeitung für politische und kulturelle Analysen.